# 타히티 80

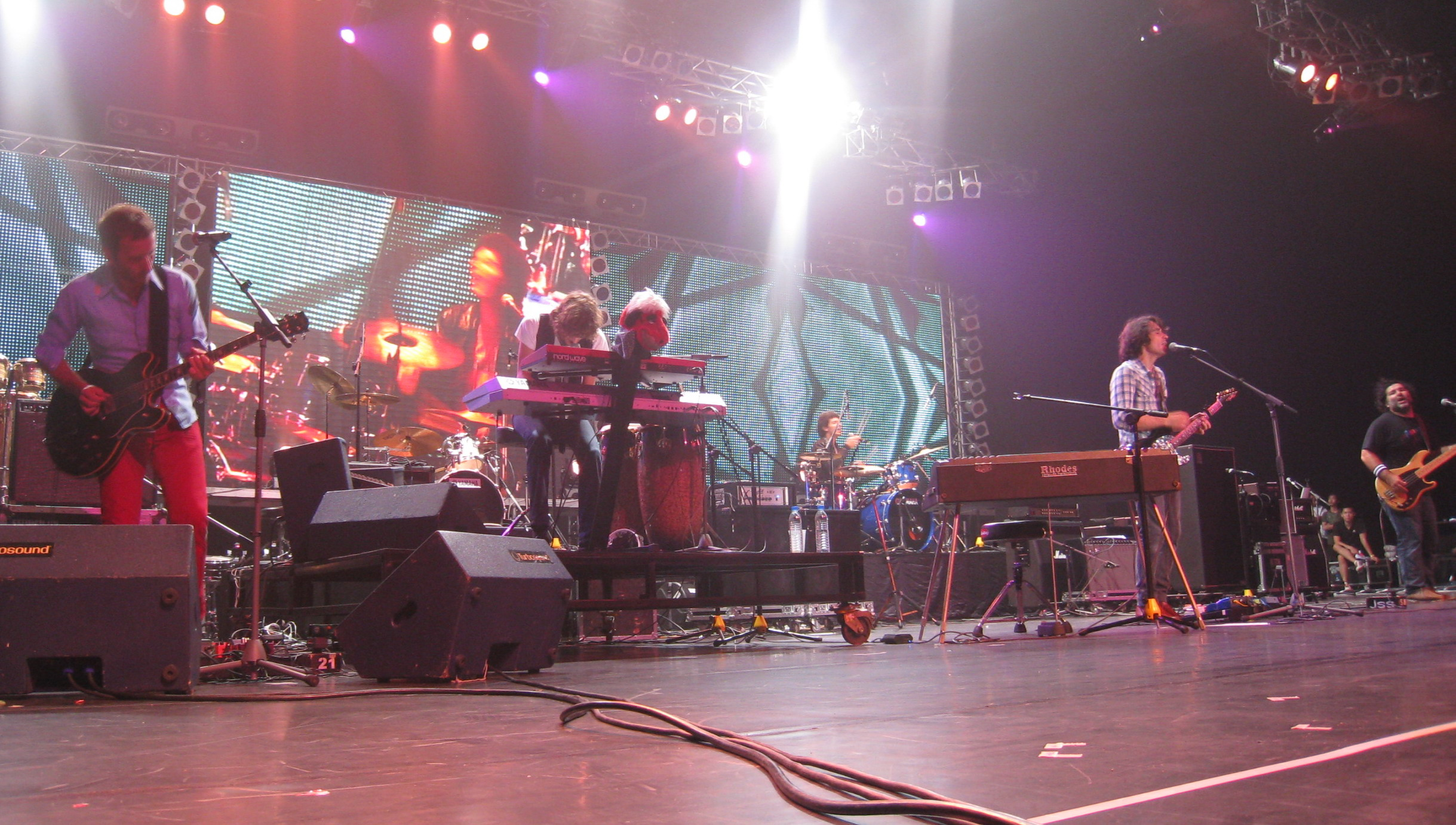

타히티 80(Tahiti 80)은 4인조 프랑스 출신 소울팝 밴드이다. 프랑스 출신이지만 노래 가사는 영어로 되어 있다. 팀명은 티셔츠의 문구에서 따왔다고 한다.
1993년 프랑스 노르망디 루앙에서, 학생이던 사비에르 부와예르를 중심으로 활동을 시작했다. 인디 활동 후 프랑스 레이블인 앗모스페리끄에 의해 98년 프랑스 국내 앨범을 발표했다. 앨범 PUZZLE엔 프로듀서로 IVY의 앤디 체이스가 기용되었으며, 파운틴즈 오브 웨인의 아담 슐레싱어, 카디널즈의 에릭 마슈즈가 게스트로 참가했다. 이후 2000년 미국, 영국, 일본에서 정식 데뷰한다. 2002년 9월 두 번째 앨범 WALLPAPER FOR THE SOUL을 발매했다. 이들의 음악은 특히 일본에서 인기를 얻었다.
FOSBURY란 타이틀은 1968년 멕시코 올림픽 높이뛰기 금메달리스트이자 배면뛰기를 개발한 딕 포스베리의 이름에서 온 것이다. HEARTBEAT은 일본의 뮤지션 코르넬리우스가 리믹스에 참여한 것으로도 알려져 있다.

## 멤버
- 자비에르 부와예르 (Xavier Boyer) - 보컬, 기타, 키보드, 피아노, 베이스
- 메데리끄 곤티에 (Médéric Gontier) - 기타, 보컬, 키보드
- 실뱅 마르샹 (Sylvain Marchand) - 드럼, 퍼커션, 키보드, 피아노
- 페드로 르상드 (Pedro Resende) - 베이스, 키보드, 프로그래밍, 퍼커션, 보컬

## 디스코그래피
- 「PUZZLE」앨범 2000.4.21
- 「HEARTBEAT」12cm 싱글 2000.4.21
- 「HEARTBEAT REMIX」미니 앨범 2000.07.26
- 「MADE FIRST （NEVER FORGET）」2000.11.22 / 12cm싱글
- 「SONGS FROM OUTER SPACE」2001.3.28 / 미니앨범
- 「SOUL DEEP」2002.09.04 / 12cm싱글
- 「WALLPAPER FOR THE SOUL」2002.9.19 / 앨범
- 「1000 TIMES」2002.11.21 / 12cm싱글
- 「A PIECE OF GOLD SOULFUL POP SONGS Selected by Tahiti 80」2003.12.17 / 앨범
- 「A PIECE OF SUNSHINE」2003.12.17 / 앨범
- 「CHANGES」2005.2.9 / 12cm싱글
- 「FOSBURY」2005.2.23 / 앨범
- 「SOTOMAYOR EP」2005.6.1/　앨범 - 타이틀은 높이뛰기 선수인 소토마이어에서 따옴.
- 「UNUSUAL SOUNDS FOR LEVI'S(R) Selected by Tahiti 80」2005.11.23 / 앨범
- 「Activity Center」2008. 10. 15 / 앨범

## CD재킷 제작 아티스트
- LAURENT FETIS
- ELISABETH ARKHIPOFF